# Prieuré de Guesnes
Le prieuré de Guesnes est un ancien prieuré de l'ordre de Fontevraud situé à Guesnes (Vienne). Il présente la rare particularité d'offrir des vestiges tant du prieuré des moines (église Saint-Jean) que de celui des moniales (chapelle Sainte-Marie).

## Localisation
C'est entre Poitiers et Fontevraud-l'Abbaye, dans l'ancienne province du Poitou que fut fondé le prieuré fontevriste de Guesnes non loin d'un gué, d'où l'origine probable du nom du lieu. Ces gués avaient pour fonction de faciliter le passage. Les domaines du prieuré s'étendant sur les deux rives de la Briande avaient permis de plus le fonctionnement de quatre moulins qui apportaient aux Fontevristes un appréciable complément de revenu.

## Historique

### Fondation du prieuré
La fondation du prieuré de Guesnes, prieuré fontevriste poitevin, est attestée dès avril 1106, au lieu nommé Fondoire (« Fontem Buldarium »), dans la confirmation par le Pape Pascal II. Le bourg de Guesnes est fondé, sur une terre donnée par Raoul de Saint-Jean-de-Sauves et d’Étienne de Messemé, au bord de la Briande et non loin de la forêt de Scévolles.

### Disparition du prieuré
Les bâtiments subsistants ont été en partie transformés en bâtiments d’exploitation agricole, ce changement de destination ayant entrainé une mutilation partielle des deux gisants — un chevalier et sa dame — situés dans l’ancienne salle capitulaire. Pour autant, le plus spectaculaire dans l'architecture de cet ensemble prieural reste assurément la construction d'une galerie devant le bâtiment des Moniales et qui ressemble à une aile d'un cloître à étages à ceci près que la construction date de 1862 et que — mis à part l'esthétique — cette galerie n'a rien de fontevriste.

## Édifices cultuels

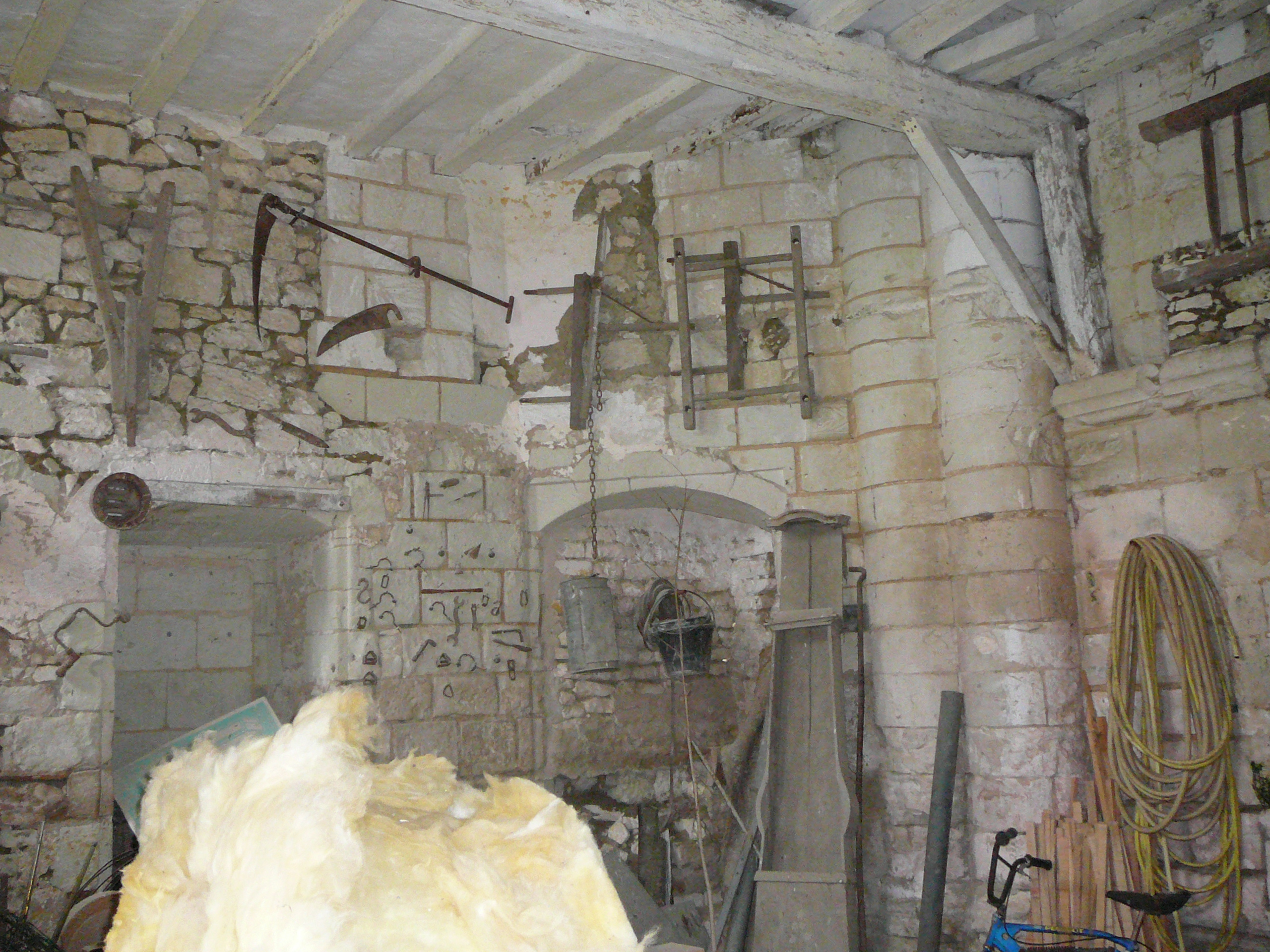
Mur et colonne soutenant l'ancienne voûte du chœur de la chapelle des moniales.

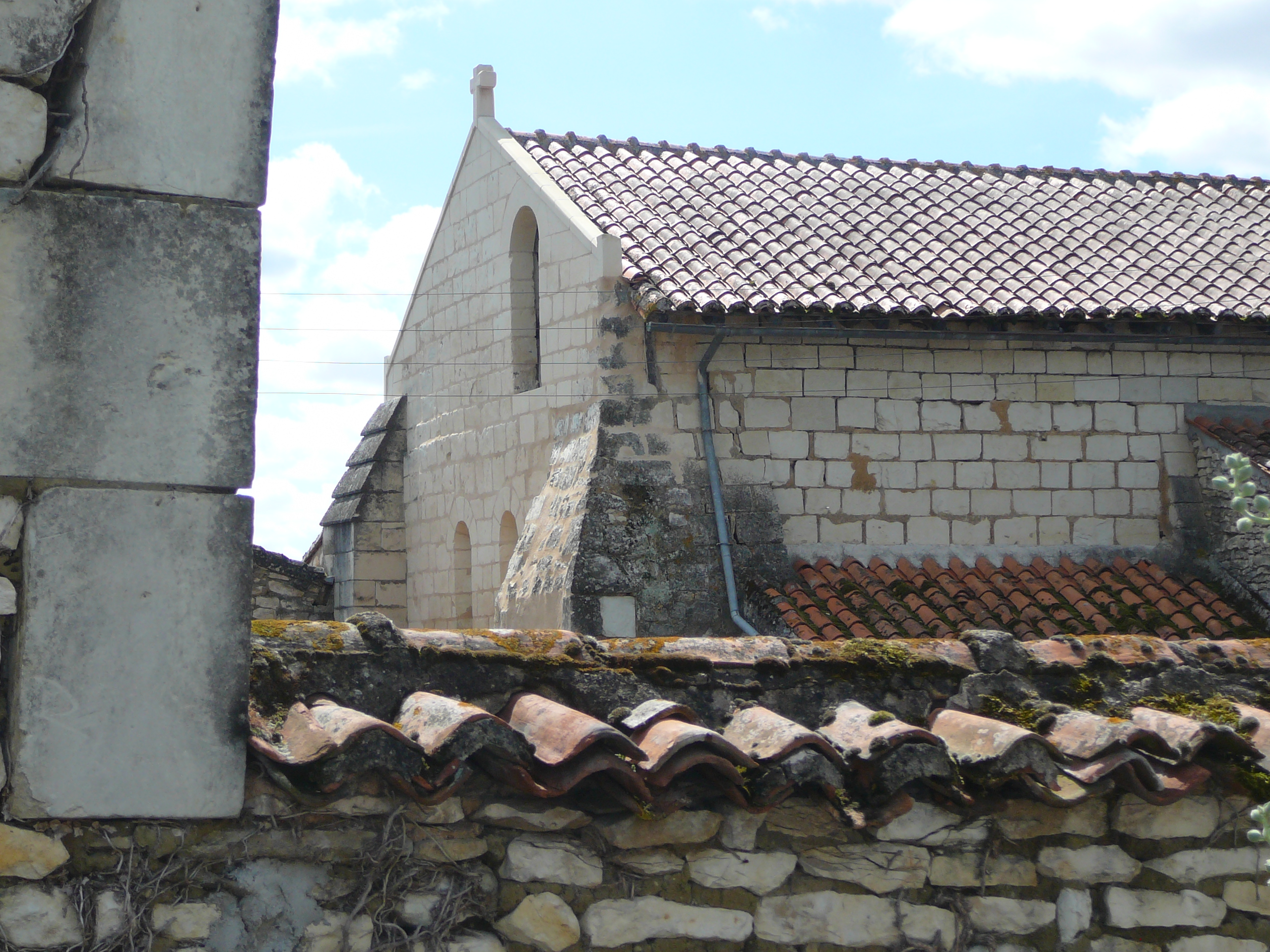
Vue latérale de la chapelle.

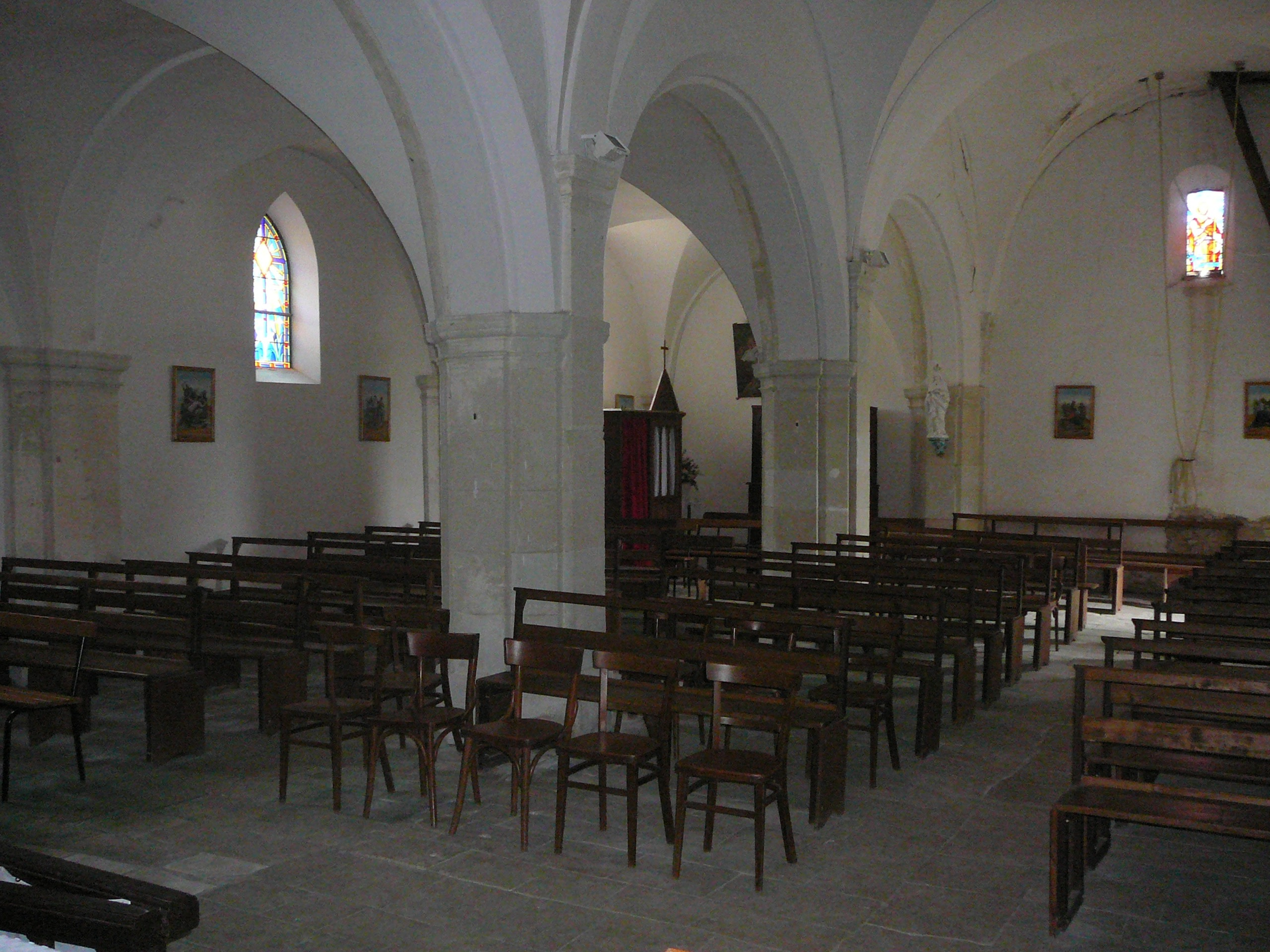
Les deux nefs.

### Chapelle des Moniales
La chapelle Sainte-Marie du prieuré des moniales, englobée tant dans les constructions modernes que dans les bâtiments d'exploitation, mais dont il reste d'importants vestiges in situ, est orientée selon un axe est-sud-est. Une chapelle funéraire du XIIe siècle de la famille de Dreux (Thomas et Hugues) accolée au sud-est du chœur de l’église est riche de trois enfeus — abritant des gisants —, dont sans doute celui de Thomas Drogo, implantés sur les murs gouttereaux. L'un de ces gisants a souffert de la construction postérieure d'un mur de refend.

### Chapelle des Moines
La chapelle Saint-Jean de l’Habit est ainsi nommée par référence à la dernière scène de la vie terrestre du Christ. Mère voilà, ton fils ; Fils voilà ta mère ; dès ce moment, le disciple la prit chez lui. Évangile selon saint Jean, XIX ; 26-27. Cette chapelle a deux nefs, la seconde a été construite par l’abbesse Anne d'Orléans sœur de Louis XII, Abbesse de Fontevraud en 1478, ainsi qu’en témoigne la clef de voûte à ses armes. Elle est aujourd’hui l’église paroissiale du bourg. Le portail qui y donne accès a été ouvert en 1671. En 2016, un arrêté de péril a malheureusement interdit l'accès à la chapelle pour des raisons tenant au mauvais état du beffroi sommant le portail d'accès.

### Autres éléments du patrimoine monastique
Dortoir, salle capitulaire, chauffoir (1485), ces deux derniers éléments qui subsistent encore de nos jours et qui se remarquent facilement de l'extérieur sont situés dans un bâtiment élevé flanqué d’une tourelle d’angle à encorbellement. Une salle surmontant le chauffoir avait probablement une fonction défensive.
Une clef de voûte armoriée dans la seconde nef de la chapelle Saint-Jean de l'Habit témoigne du don qu'en fit sur ses propres deniers l’abbesse Anne d'Orléans.

#### Une rare autorisation d'inhumation au bénéfice d'un laïc

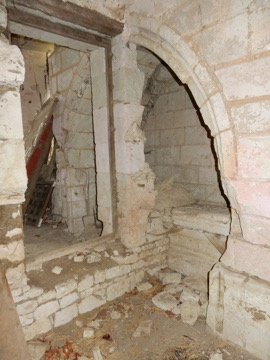
De la difficile cohabitation d'un lieu anciennement de culte et d'une exploitation agricole.

Lorsque Thomas Drogo obtient l'autorisation d'être inhumé dans l'enceinte du prieuré, il lui fut — probablement — aussi accordé l'autorisation que soit installé un gisant à son effigie ainsi qu'un à celui de sa Dame. Ces deux gisants un peu dégradés par l'exploitation agricole dont a fait l'objet la propriété ont été redécouverts dans la salle capitulaire en 1998.